# Bitka za Midway
Bitka za Midway je bila pomorska bitka v drugi svetovni med mornaricama Japonske in ZDA ter velja za odločilno bitko vojne na Pacifiku v smislu zaustavitve japonskega prodiranja, ki se je začelo z napadom na Pearl Harbor šest mesecev prej.
Odvijala se je med 4. in 7. junijem 1942, točno mesec dni po bitki v Koralnem morju, kjer so se ZDA prvič enakovredno postavile po robu Japoncem, pri Midwayu pa so jih nato prvič tudi porazile. Pred začetkom bitke so imeli Američani pomembne obveščevalen podatke, da so lažje in bolj pretehtano razporedili svoje ladje. Bitka, v kateri so ključno vlogo odigrala letala in letalonosilke, je potekala v bližini tihomorskega atola Midway, katerega so želeli Japonci zasesti in ga v nadaljevanju vojne uporabiti kot odskočno desko za zavzetje Havajev. Američani so na podlagi obveščevalnih podatkov izvedeli za japonski napad, zato so proti odročnemu atolu poslali tri letalonosilke, da bi Japoncem postavili past. Sledila je bitka, v kateri so Američani izgubili eno letalonosilko, Japonci pa štiri. S tem je bila usoda japonske flote zapečatena, ker Japonci niso tako hitro gradili novih letalonosilk, kakor Američani. Midway je bil rešen japonske invazije.
Kljub temu, da je izgubila štiri letalonosilke, je ostala japonska mornarica po bitki še vedno močna, vendar pa je bitka predstavljala preobrat v vojni na Pacifiku in naznanila zaton vojaške moči cesarstva vzhajajočega sonca.

## Predhodni dogodki
Japonci so že od začetka prve svetovne vojne kazali osvajalne ambicije, z razvojem njihovega gospodarstva pa so te še posebej narasle. Japonska je tako kmalu prišla v spor s sosednjimi državami. V letih 1931 in 1932 je zasedla z rudami bogato kitajsko Mandžurijo in prišla v spor s svetovnimi velesilami, kot sta bila Združeno kraljestvo in ZDA. Vendar Japonci kljub temu niso odnehali. Leta 1937 so zavzeli večji del Kitajske. Padec Francije junija 1940 jim je dal nov zalet in tako so zasedli še francosko Indokino, 27. septembra so podpisali pakt z Nemčijo in Italijo. S tem so nastale sile osi. Nastal je spor, ki so ga sprva poizkušali rešiti po diplomatski poti, vendar je sredi leta 1941 Japoncem kljub intenzivnim pogajanjem postalo jasno, da je vojna neizbežna. Zato so 7. decembra 1941 nenapovedano napadli ameriško vojaško oporišče Pearl Harbor. V naslednjih dneh se je celoten Pacifik znašel v ognju. Dan pozneje so napadli Hong Kong, ki se je predal 25. decembra, istega dne sta padli tudi ameriški oporišči na Guamu in Wakeu. Januarja 1942 so napadli britansko Malezijo, Burmo, Nizozemsko vzhodno Indijo in Novo Gvinejo. Petnajstega februarja je padel britanski Singapur, mesto, ki naj bi ga bilo nemogoče zasesti, vendas so se mu približali s kopnega. V ognju so se znašla tudi nekatera severna avstralska mesta (Darwin, Broome, ...). Po večmesečnih bojih so se 8. maja predale zadnje ameriške enote na Filipinih in videti je bilo, da japonskega napredovanja ni mogoče ustaviti. Nato je med 4. in 8. majem prišlo do bitke v Koralnem morju, s katero so zavezniki želeli ustaviti japonsko napredovanje na Novi Gvineji in tako preprečiti obkolitev Avstralije. Čeprav je bila bitka neodločena, je zaveznikom dala izkušnje v vojskovanju in jim pokazala, da japonska mornarica ni tako zelo nepremagljiva, kot je bilo videti na prvi pogled.

## Japonski cilji in priprave
Japonsko zavzetje Midwaya je imelo dva cilja. V prvem cilju bi atol uporabili kot oporišče in njegovo letališče, s katerega bi izvajali napade na ameriške cilje proti vzhodu. Drugi cilj je bil, da bi atol uporabili kot nekakšno vabo s katero bi privabili ameriško ladjevje in ga nato uničili. Če bi dosegli oba cilja bi nato izvedli še invazijo na Havaje, od tam pa bi lahko nato napadali celinsko ZDA.
Za izvedbo teh dveh ciljev so Japonci zbrali preko dvesto ladij, med njimi je bilo 8 letalonosilk, 11 bojnih ladij, 22 križark, 65 rušilcev, 21 podmornic in 700 letal. Plovila so bila organizirana v pet skupin. Prvi skupini je poveljeval Isoroku Jamamoto, skupino je sestavljalo 7 bojnih ladij, lahka letalonosilka Hošo in 2 nosilki vodnih letal. Drugi skupini je poveljeval viceadmiral Nagumo (7. decembra 1941 je vodil napad na Pearl Harbor), skupina je imela dve letalonosilki (Akagi in Kaga), ki sta bili pod njegovim osebnim poveljstvom ter še dve letalonosilki (Hirju in Sorju) pod poveljstvom kontraadmirala Jamagučija. Skupina je imela v spremstvu še nekaj bojnih ladij, križark , rušilcev in pet tankerjev. Tretja skupina pod poveljstvom viceadmirala Nobutake Konda, je bila namenjena za zavzetje atola Midway. Sestavljena je bila iz ene lahke letalonosilke, 8 križark, 2 lahkih križark, 24 rušilcev, 6 tankerjev, 16 ladij za prevoz čet in skupine minolovcev. Peto skupino pod poveljstvom viceadmirala Bošira Hosogaja je sestavljalo: 2 lahki letalonosilki, 3 križarke, 3 lahke križarke, pomožna križarka, 16 rušilcev, 6 podmornic ter več ladij za prevoz čet, tankerjev in minolovcev. Šesto skupino je sestavljalo 16 podmornic, skupini je poveljeval viceadmiral Komatsuja.
Prva skupina ladij pod poveljstvom kontraadmirala Kakute se je iz pristanišča odpravila 6. maja, dva dni kasneje je izplula skupina viceadmirala Hosogaja, dan kasneje pa je iz Hirošime izplula skupina letalonosilk pod poveljstvom Naguma. Dan kasneje so se s Saipana na pot odpravile še tovorne ladje in skupine za podporo. V izvidnico so bile poslane podmornice, ki niso odkrile ameriških ladij.

## Ameriške priprave
Napad na Pearl Harbor je ameriško mornarico pretresel do samih temeljev, posledice tega napada so bile še toliko hujše, ker so obveščevalci vedeli, da se pripravlja napad, vendar o tem niso pravočasno poročali. Da se kaj takega ne bi več ponovilo je ameriška obveščevalna služba vložila ogromno truda. Rezultati tega truda so bili kmalu znani, obveščevalcem je uspelo razbiti japonsko mornariško šifro JN-25, tako je admiral Nimitz še pred bitko v Koralnem morju vedel, da se med 4. in 5. junijem pripravlja japonski napad na Midway.
Časa za priprave je bilo malo. Američani so razpolagali s 16. in 17. eskadro. Prvo sta sestavljali letalonosilki USS Enterprise in USS Hornet, šest križark, devet rušilcev in 4 tankerji, 17. eskadra je imela na hitro popravljeno letalonosilko USS Yorktown, dve težki križarki in šest rušilcev. V vodah osrednjega Pacifika so imeli še 16 podmornic ter večje število letal na samem otoku Midway. Obrambo otoka so v zadnjih tednih pred bitko dodatno okrepili. Hud udarec za ameriško mornarico je bila potopitev letalonosilke USS Lexington in hude poškodbe na letalonosilki  USS Yorktown zaradi katerih je ta morala na popravilo v Pearl Harbour. Imeli so srečo, letalonosilka je bila popravljena v izredno kratkem času in je lahko takoj, čeprav z nekajurno zamudo, odplula proti Midwayu.
Osemindvajsetega in 30. maja sta 16. in 17. eskadra izpluli iz pristanišč in se 2. junija sestali kakih 325 milj od Midwaya. Američani so bili pripravljeni na boj, bilo je le še vprašanje časa kdaj bodo izvidniška letala našla japonsko ladjevje.

## Bitka
Četrtega junija zjutraj je izvidniško letalo Catalina z otoka Midway kakih 700 milj od atola opazilo enajst japonskih transportnih ladij. Novico je takoj sporočilo na atol, od koder je proti ladjevju poletelo devet bombnikov B-17, ki pa v napadu na japonsko ladjevje niso zadeli niti ene ladje. Zvečer so Američani organizirali še en napad, štiri letala Catalina, oborožena s torpedi, so zgodaj zjutraj ponovno napadla japonske transportne ladje in zadela en tanker, ki pa se ni potopil in je nadaljeval svojo pot. Američani so odkrili le del japonskega ladjevja, še vedno pa so niso odkrili štirih japonskih letalonosilk, ki so predstavljale največjo nevarnost. 
Ob 4.30 je iz Yorktowna v patruljo poletelo deset letal, istočasno je Nagumo ukazal letalski napad na Midway. Uro kasneje so Američani prestregli telegram, po katerem so ugotovili, da se japonske letalonosilke nahajajo okoli dvesto milj zahodno in jugozahodno od 16. eskadre. Zato je kontraadmiral Spruance ob 6.07 ukazal svojim ladjam, naj se obrnejo proti sovražniku. Medtem je radar na atolu odkril skupino 108 letal, ki jih je v pred dvema urama v napad poslal Nagumo. Vsa razpoložljiva letala na atolu so nemudoma vzletela, z Japonci so se srečala 30 milj od atola. Vnel se je boj, v katerem so Japonci prebili ameriške vrste in okoli šeste ure zjutraj napadli atol. Ker je po prvem napadu kazalo, da bo potrebno atol ponovno napasti, je Nagumo ukazal, da se 93 letalom zamenjajo torpeda z bombami, kar je tehnične posadke na letalonosilkah zaposlilo za več kot uro. Ta letala naj bi služila za morebiten napad na ameriške ladje, ki pa jih japonski izvidniki do tedaj še niso našli. Nato pa se je položaj nenadoma spremenil. Kmalu po ukazu o zamenjavi torpedov z bombami je izvidniško letalo s križarke Tone odkrilo ameriško ladjevje v oddaljenosti 240 milj. Ob prejetju sporočila je Nagumo še celih pet minut razmišljal kaj storiti, tako je izgubil veliko dragocenega časa. Nato je po principu Salomonove sodbe ukazal naj letala, ki še imajo torpeda, ta obdržijo, letala z bombami pa naj obdržijo bombe. Pri tem pa se je pojavil še en problem, palube letalonosilk so morale biti proste, da bi lahko pristala letala  ki so napadla Midway. Nenadoma pa se je nad japonskimi letalonosilkami pojavilo šestnajst ameriških bombnikov strmoglavcev, ki v napadu niti enkrat niso zadeli Hirju, to se četrt ure kasneje ni posrečilo niti bombnikom B-17 in vindicator, ki so nekoliko kasneje napadli še bojno ladjo Haruna.
Ko je admiral Spruance izvedel za napad na atol, se je odločil, da bo Japonce presenetil v trenutku, ko bodo letala, ki so napadla Midway, na palubah in se oskrbovala z gorivom in strelivom. Po sedmi uri je proti japonskim letalonosilkam poslal 20 lovcev wildcat, 67 strmoglavcev dauntless in 29 letal tipa devastator. Okoli pol desete ure so vsa japonska letala pristala in se začela oskrbovati z gorivom in strelivom, takrat pa so se na obzorju nenadoma pojavila ameriška letala. Japonci so na napadalce odprli močan protiletalski ogenj, ki so se mu kasneje pridružila še lovska letala tipa zero. V ameriških vrstah je nastal pravi pokol. Od 30 članov posadk iz skupine torpednih letal s Horneta je preživel en sam. Podobna usoda je doletela posadke in letala z letalonosilke Enterprise. Japonci so sestrelili deset od štirinajstih letal, ki v napadu niso zadela niti ene ladje. Nekoliko bolje je kazalo le letalom s Yorktowna, ta so se nevarno približala letalonosilki Sorju, zato so jih napadli lovci, ki so varovali letalonosilko. V tem trenutku je z Enterprisa priletela skupina bombnikov strmoglavcev in napadla japonske letalonosilke; japonski lovci, ki so se spopadali s torpednimi bombniki iz Yorktowna, so bili nemočni. Sorju s 40 letali na krovu je bila ob 10.26 trikrat zadeta, zato jo je moral 20 minut pozneje admiral Nagumo zapustiti. Zadeti sta bili tudi letalonosilki Kaga in Akagi. Bombniki z Yorktowna so trikrat zadeli Sorju, zato je poveljnik letalonosilke ukazal, naj jo posadka zapusti. To je bila prva potopljena letalonosilka. Sledila je Kaga. Tako so Američani kljub velikim izgubam letal hitro potopili tri od štirih japonskih letalonosilk.
Ameriško ladjevje je do sedaj ostalo nedotaknjeno, vendar ne za dolgo. Japonski izvidniki so admiralu Jamagučiju na letalonosilki Hirju sporočili, da imajo Američani samo dve letalonosilki, zato je ta ukazal izvesti napad na ameriško ladjevje. V napadu se je nekaj japonskim letalom uspelo prebiti  skozi protiletalsko obrambo in trikrat zadeti letalonosilko Yorktown. Po koncu prvega napada so hudo poškodovano letalonosilko ponovno usposobili. Japonci so med napadom mislili, da napadajo drugo letalonosilko. Ob 14.30 so se na obzorju ponovno prikazala japonska letala, prebila so protiletalsko obrambo in odvrgla štiri torpeda. Dva sta zadela, ladja se je nagnila za 26º. Ob 15.00 je bila letalonosilka že v takšnem stanju, da je bilo posadki ukazano, naj zapusti ladjo. Medtem pa je ameriško izvidniško letalo odkrilo zadnjo japonsko letalonosilko. Okoli 17.00 je Hirju napadlo 24 bombnikov strmoglavcev, po štirih zadetkih je bila letalonosilka tako hudo poškodovana, da jo je morala posadka 5. junija zjutraj zapustiti.

### Dogodki po bitki
Jedro japonskega ladjevja je bilo uničeno, vendar pa Japonci niso nameravali odnehati. Jamamoto je ukazal, naj se transportno ladjevje umakne, admiralu Kuriti pa ukazal, naj z ognjem iz štirih križark zasuje atol, nato pa naj se pridruži glavnini sil. Tudi admiraloma Takasuju in Kakuti je ukazal naj prekineta napad na Aleute, ter se usmerita proti jugu, kjer se bosta združila s preostankom japonskega ladjevja pri Midwayu. Vsi skupaj naj bi nato napadli ameriško ladjevje, ki ga je Jamamoto nameraval uničiti v nočni akciji. Vendar načrta ni uresničil, saj je ugotovil. da je praktično neizvedljiv, zato je ukaz preklical, Kuriti pa ukazal, naj se obrne v nasprotno smer. Ne da bi vedel, je njegovo ladjevje zaplulo direktno pred ameriško podmornico Tambor. Križarka Mogami, ki je bila zadnja v koloni ladij, je opazila podmornico in se ji je želela izogniti, pri tem pa je trčila v Mikumo, ki je plula pred njo. Mogami si je hudo poškodovala premec, na Mikumi pa so bili poškodovani tanki za gorivo, tako da je za sabo puščala široko naftno sled. Preostale ladje v skupini so nemoteno nadaljevale svojo pot. Šestega junija ob 7.45 so Američani odkrili naftno sled, nekoliko pozneje pa še dve poškodovani križarki. Križarki so napadli, vendar brez uspeha. Popoldan so napad ponovili in ob 14.15 potopili Mikumo. Hudo poškodovana Mogami je napad preživela in dosegla Truk, kjer so jo popravili.
Medtem pa so Američani reševali letalonosilko Yorktown, ki se kljub pričakovanjem ni potopila. Odločili so se, da bodo ladjo rešili, zato je nanjo prišla reševalna ekipa, ladjo pa so privezali na vlačilec. Ko so že mislili, da bodo letalonosilko rešili, jo je opazilo japonsko izvidniško letalo in o tem poročalo Jamamotu. Ta je podmornici I-168 ukazal naj letalonosilko potopi. Šestega junija ob 13.30 je podmornica proti letalonosilki izstrelila dve torpedi. Eden je zadel rušilec USS Hammann,  ki je varoval desni bok letalonosilke. Ladja je v štirih minutah razpadla in izginila v valovih. Dva torpeda sta bila proti Yorktownu izstreljena 7. junija, oba sta zadela, tako da se je letalonosilka na koncu potopila.
Isti dan so Japonci zavzeli Kisko in Attu v Aleutskih otokih. Z zavzetjem teh otokov skupaj z Midwayem bi Japonci naredili nov korak proti ameriški celini. Zdaj pa so bili Aleutski otoki brez pomena ter breme za japonsko mornarico.

## Izgube
Bitka za Midway je bila ena najbolj zmedenih bitk v drugi svetovni vojni, saj se vse do konca ni vedelo, kdo bo zmagovalec. Mnogo stvari je bilo odvisnih od naključja in sreče. Po bitki so bili Američani v veliki prednosti. Izgubili so letalonosilko Yorktown, rušilec, 109 letal z letalonosilk in 38 letal s kopnega. Padlo je približno 550 mornarjev in pilotov. Japonci so izgubili štiri letalonosilke in težko križarko, hudo pa je bila poškodovana ena križarka, dva rušilca in bojna ladja. En tanker je bil lažje poškodovan. Izgubili so 322 letal ter 3.500 mornarjev in najboljših pilotov. Od teh izgub si japonsko ladjevje ni opomoglo, zaradi tega je v nadaljevanju vojne opustilo napade na Port Moresby, Novo Kaledonijo in otočje Samoa.

## Vir
- Druga svetovna vojna. Ljubljana, 1981